# Марчело Тегальяно
Марчело Тегальяно (італ. Marcello Tegalliano) (? — 726) — 2-й венеційський дож. Вважається засновником венеційських патриціанських родин Марчело і Фонікаллі.

## Біографія
Єдиною достовірною історичною згадкою про Марчелло (прізвище Тегалліано є винаходом кінця чотирнадцятого століття хроністів Ніколо Тревізана та Енріко Дандоло) є Пакт Лотаря, укладений у 840 році між імператором Лотарем I і дожем П'єтро Традоніко. У тексті цитується угода про делімітацію кордонів навколо Гераклеї Читтанови, укладена за часів короля лангобардів Лютпранда між герцогом Пауліція та військового магістра Марцелла з дуката Венетіка. Венеційський хронік Джованні Диякон отожнює Пауліція з Паоло Лучіо Анафесто, а Марцела з Марчело Тегальяно. Але прийнято вважати, що керував Венеційською лагуною після Паоло Лучіо Анафесто.
Напочатку збудував кілька фортець у гирлах і заклав основу військового флоту для оборони проти арабських нападників. Відомий також лист папи римського Григорія II від 723 року стосовно конфлікту між Сереом, патріархом Аквілеї, та Донатом, патріархом Градо. В цьому листі також згалано Марцела, якого титульовано дуксом, але це вважається пізнішою вставкою й фальсифікацією.